# Tomé (Chile)

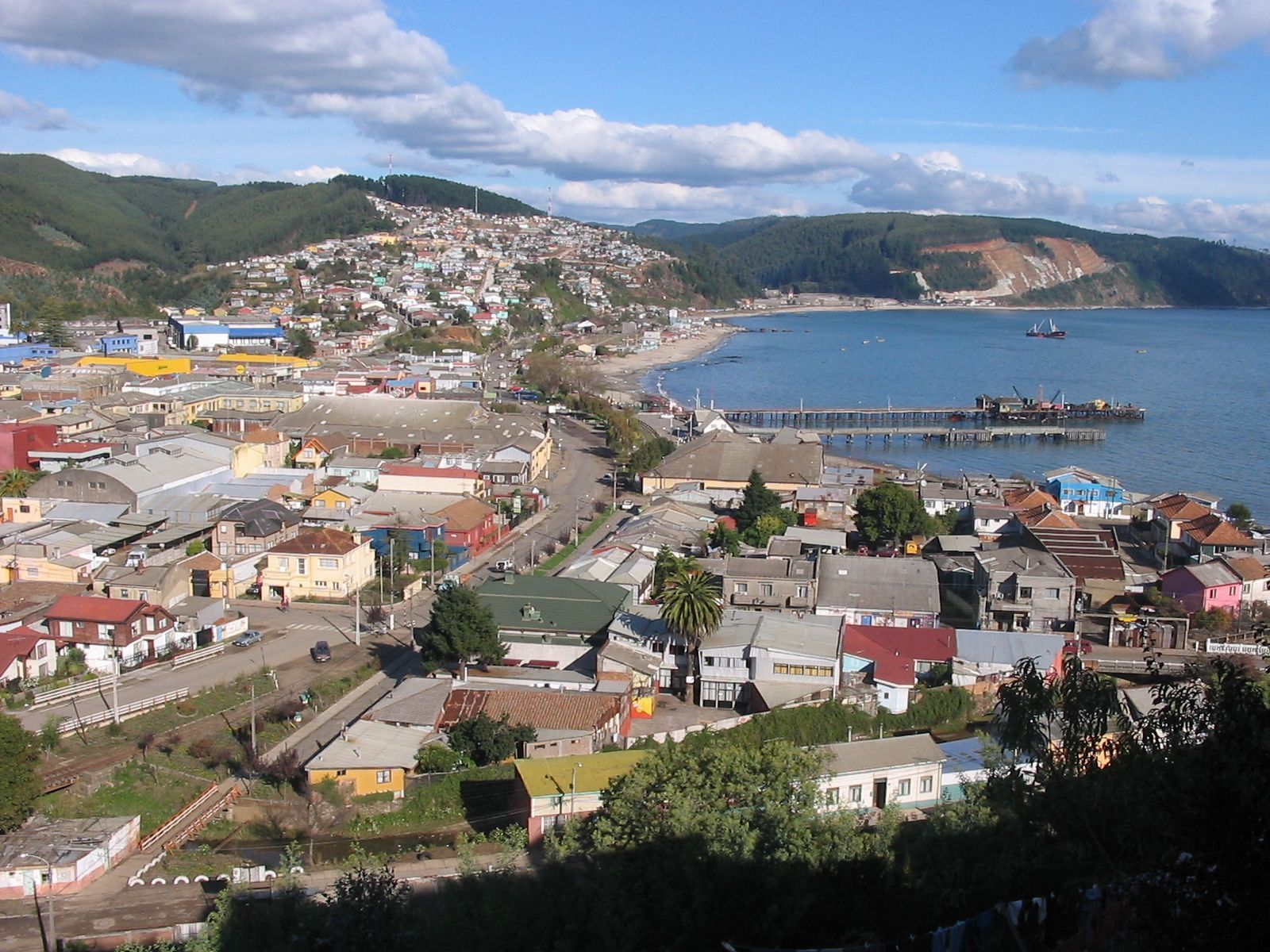
Vista desde o morro Navidad.

Tomé (pronuncia-se: /to.'me/ em espanhol) é uma comuna da província de Concepción, localizada na Região de Biobío, Chile. Possui uma área de 494,5 km² e uma população de 54 770 habitantes (2012).
A comuna limita-se a oeste e noroeste com o Oceano Pacífico; a sul com Penco e Florida; a leste com Ranquíl; a nordeste com Coelemu.
Tomé faz parte da Grande Concepción, a região metropolitana da Concepción província.

## Etimologia
Tomé (ou 'Tomé', 'Tomê', com ortografia portuguesa) (Não confundir com o nome Santo Tomé) é uma voz do mapudungun, ([Lel] Thonme), nome de um cacique (espécie de chefe) mapuche, governador dessa área.

## Esportes
A cidade de Tomé possui um clube no Campeonato Chileno de Futebol, o Club Deportivo Juventud Textil, que joga de mandante no Estádio Municipal Juan Rogelio Núñez.